# Re d'Egitto

Stendardo reale del Regno d'Egitto.

I re d'Egitto si sono succeduti dal 1922 (fine del sultanato d'Egitto e del protettorato britannico, con Fu'ad I) al 1953 (proclamazione della Repubblica a seguito della rivoluzione egiziana).

## Lista
| Re | Re       | Inizio         | Fine           |
| -- | -------- | -------------- | -------------- |
|    | Fu'ad I  | 15 marzo 1922  | 28 aprile 1936 |
|    | Faruq I  | 28 aprile 1936 | 26 luglio 1952 |
|    | Fu'ad II | 26 luglio 1952 | 18 giugno 1953 |